# Fernand Wesly
Pour les articles homonymes, voir Wesly.
Fernand Wesly, né à Bruxelles en 1894 et mort à Dilbeek en 1983, est un peintre belge.